# Paso del Cura
Paso del Cura är en ort i Mexiko.   Den ligger i kommunen Chacaltianguis och delstaten Veracruz, i den sydöstra delen av landet, 400 km öster om huvudstaden Mexico City. Paso del Cura ligger 23 meter över havet och antalet invånare är 486.
Terrängen runt Paso del Cura är platt, och sluttar norrut. Runt Paso del Cura är det ganska glesbefolkat, med 32 invånare per kvadratkilometer. Närmaste större samhälle är Loma Bonita, 15,5 km sydväst om Paso del Cura. Omgivningarna runt Paso del Cura är en mosaik av jordbruksmark och naturlig växtlighet.